# Drinking with Jesus
Drinking with Jesus — студийный альбом группы Red Elvises, вышедший в 2008 году.

## Об альбоме
Все песни на Drinking with Jesus были написаны Игорем Юзовым, кроме композиции «Don’t Crucify Me», которая была написана совместно с Михаилом Горшенёвым из группы Король и Шут. Он также исполнил вокальную партию для этой песни.

## Список композиций
1. «Drinking with Jesus»
2. «Lara’s Wedding»
3. «Better than Cocaine»
4. «Me & My Baby»
5. «Tra-La-La»
6. «Twist Like Uma Thurman»
7. «Into the Sun»
8. «Don’t Crucify Me» (feat. Михаил Горшенёв (Король и Шут))
9. «Play Me Your Banjo»
10. «Wearing Black»
11. «Stupid Drinking Song»
12. «Paris Waltz»
13. «Bourbon Street»

## В записи принимали участие
- Игорь Юзов — вокал, гитара, бас
- Олег Бернов — вокал, бас
- Олег Шрамм — пианино, аккордеон
- Елена Шеманкова — клавиши, аккордеон, пианино
- Адам Гаст — ударные
- Toshi Yanagi — guitar
- Николай Курганов — violin
- Dean Roubicek — saxophone
- Ted Falcon — violin
- James Miller — trombone
- Артём Жулиев — saxophone
- Максим Величкин — cello
- Ron Barrows — trumpet
- Михаил Горшенёв — вокал в «Don’t Crucify Me»
- Александр Балунов — бас-гитара в «Don’t Crucify Me»